# Sweet Little Sixteen
"Sweet Little Sixteen" är en rocklåt, skriven och ursprungligen framförd av Chuck Berry, som släppte den på singel 1958. Den toppade R&B Best Sellers-listan.
Sången handlar om rockens fans, speciellt om en 16-årig groupie.
Förutom Chuck Berry (sång och gitarr) medverkade Lafayette Leake (piano), Willie Dixon (bas) och Fred Below (trummor).
"Sweet Little Sixteen" har även sjungits in av andra rockartister. 1962 gjorde Jerry Lee Lewis en cover på låten.

## The Beach Boys
The Beach Boys "Surfin' USA" har så gott som samma melodi, men med ny text som handlar om surfing:
Efter rättsvist med Chuck Berry medges Berry/Wilson som tonsättare till "Surfin' USA".